# پرچم‌های پدران ما
پرچم‌های پدران ما (به انگلیسی: Flags of our fathers) نام یک فیلم درام جنگی به کارگردانی کلینت ایستوود است که در سال ۲۰۰۶ ساخته شده‌است.
این فیلم اقتباسی است از کتابی با همین نام اثر جیمز بردلیو و ران پاورز است. کلینت ایستوود که هم کارگردانی و هم تهیه‌کنندگی و هم موسیقی فیلم را بر عهده داشته، به عملیات جزیره ایووجیما در جنگ جهانی دوم از دید آمریکایی‌ها می‌پردازد. البته در کار تهیه‌کنندگی استیون اسپیلبرگ نیز به او کمک کرده‌است. از این فیلم دنباله‌ای با عنوان نامه‌هایی از ایووجیما نیز ساخته شده‌است.

## داستان

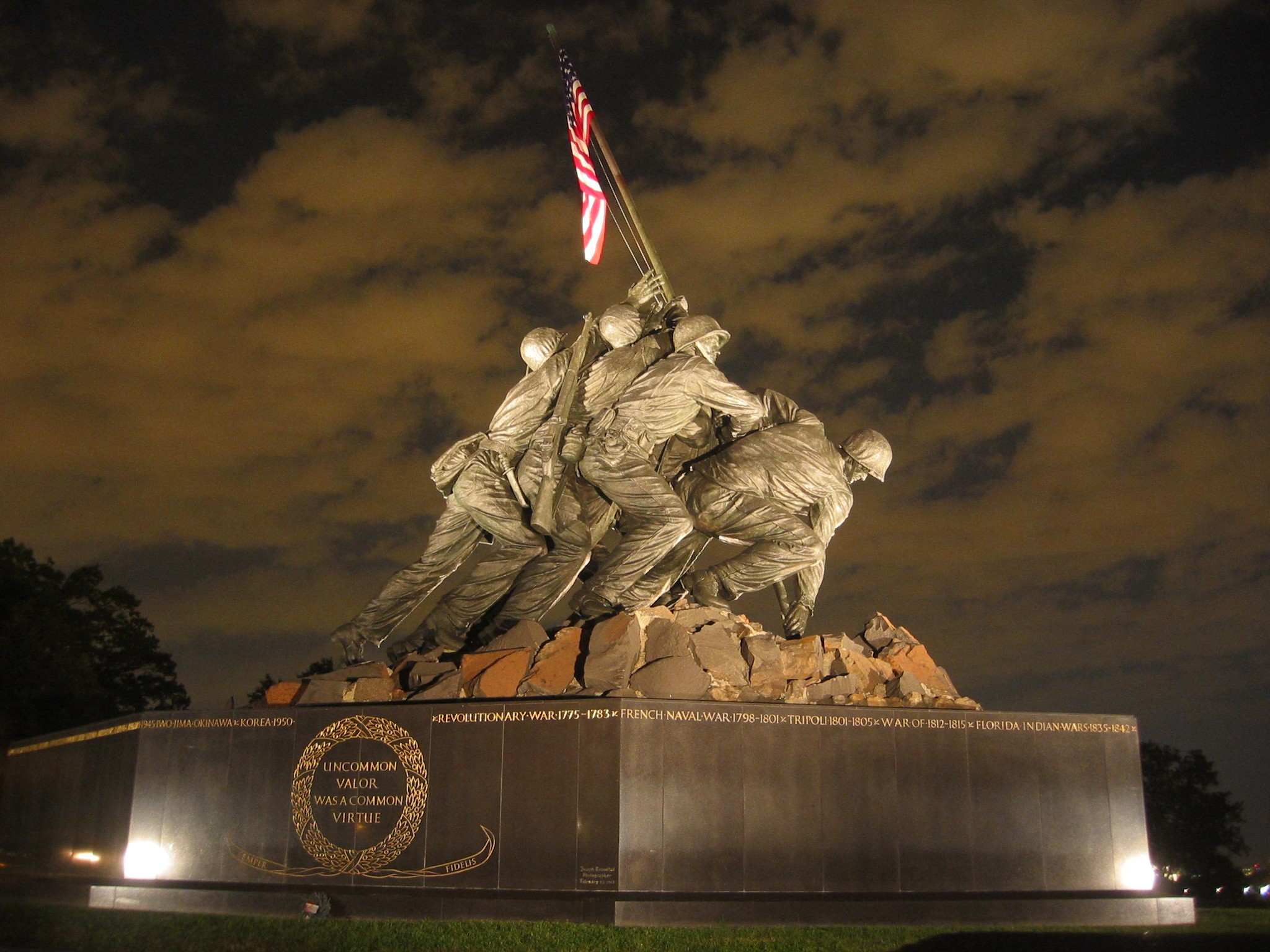
یادبود جنگ تفنگداران دریایی ایالات متحده.

در نبرد ایووجیما در جنگ جهانی دوم، گروهی سرباز جوان و بی‌تجربه آمریکایی در پی قهرمان شدن وارد جزیره ایووجیما در ژاپن می‌شوند تا پرچم آمریکا را به اهتزاز درآورند. عکسی از این واقعه تاریخی گرفته می‌شود، از زاویه‌ای که صورت هیچ‌کس مشخص نیست. یک درگیری بعد از گرفتن عکس رخ می‌دهد که در آن ۲ سرباز حاضر در عکس کشته می‌شوند. اما در مراسم‌ها و مجالس تقدیر از کسانی که پرچم را کاشتند دو سرباز جوان و خام (که یکی شان سرخ‌پوست است_ ایستوود بر تبعیض نژاد اشاره می‌کند) اشتباهاً به جای آن دو نفر شناخته شده‌اند...